# Limulus polyphemus
Il Limulus polyphemus, comunemente detto limulo, è un artropode chelicerato, unico rappresentante del genere Limulus. 
Nonostante il suo nome comune in inglese (Atlantic horseshoe crab, cioè "granchio atlantico a ferro di cavallo"), derivante dall'aspetto corazzato e dalla forma particolare del corpo, è più strettamente imparentato con ragni, zecche e scorpioni che con i veri e propri granchi. I limuli si nutrono di molluschi, vermi anellidi e altri organismi bentonici dei fondali marini.

## Storia
Si fa riferimento alla specie del Limulus polyphemus associandola a specie fossili vissute nel Triassico, circa 200 milioni di anni fa, e ad altre simili vissute nel Devoniano, 400 milioni di anni fa, tuttavia il gruppo degli xifosuri è comparso sulla faccia della terra nel Miocene, circa 20 milioni di anni fa.

## Habitat
I limuli sono diffusi prevalentemente sulla costa est del nord America, dal Maine fino al sud della Florida, e nel golfo del Messico fino alla penisola dello Yucatán. Nel periodo riproduttivo, in primavera, un'area principale di migrazione e deposizione delle uova è la baia del Delaware. Esistono tre altre specie appartenenti alla famiglia dei Limulidae, e sono il granchio a ferro di cavallo giapponese (Tachypleus gigas), diffuso nel Mare Interno di Seto, e due specie (Tachypleus tridentatus e Carcinoscorpius rotundicauda) presenti sulla costa est dell'India.
L'habitat dei limuli adulti non è ben definito, ma sembra comprendere i fondali marini fino ad una profondità di 200 metri, con una preferenza per quelli di 30 metri. Nel periodo riproduttivo, gli adulti si avvicinano alla riva, preferendo spiagge sabbiose e riparate dal moto ondoso per la deposizione delle uova. Gli esemplari giovani trascorrono i primi due anni di vita nelle acque basse, riparate e prossime alla costa delle baie, spostandosi poi verso fondali più profondi.

## Caratteristiche

### Anatomia e morfologia

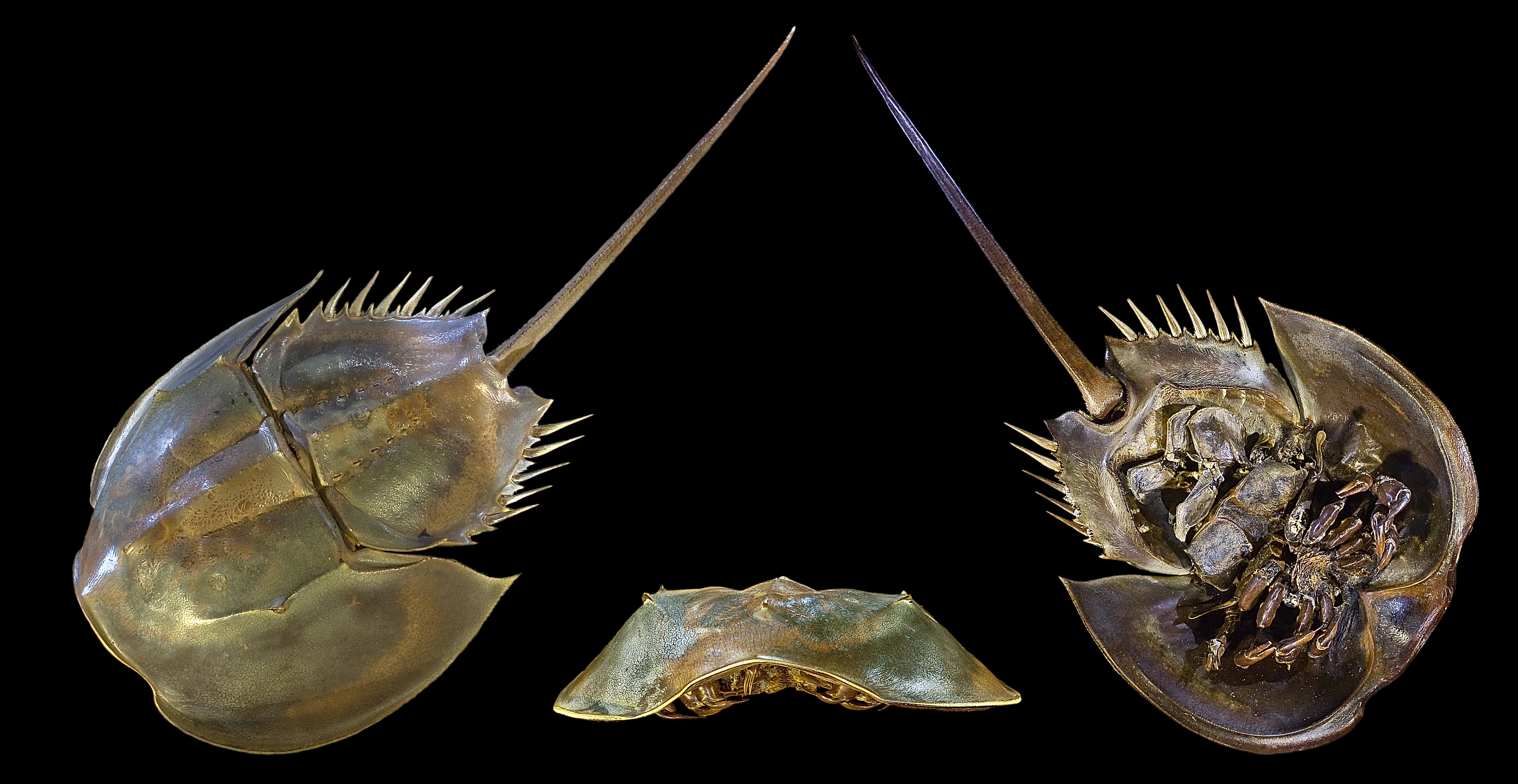
Visuale dorsale, frontale e ventrale

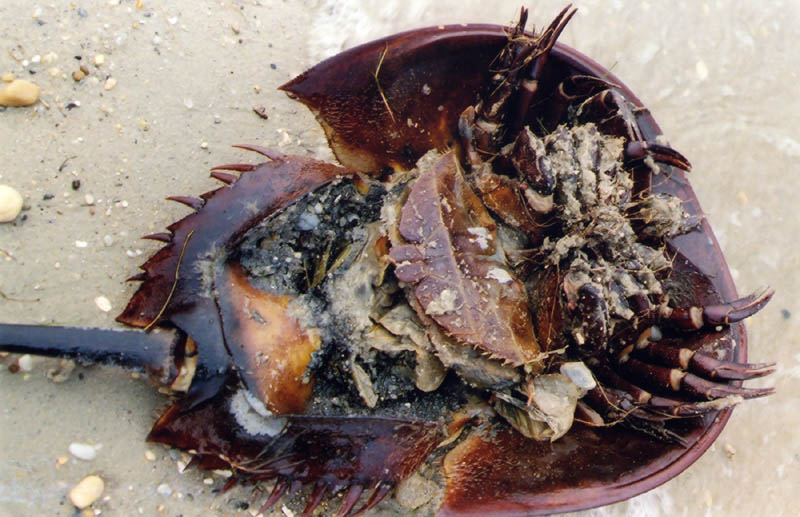
Visione ventrale di una femmina

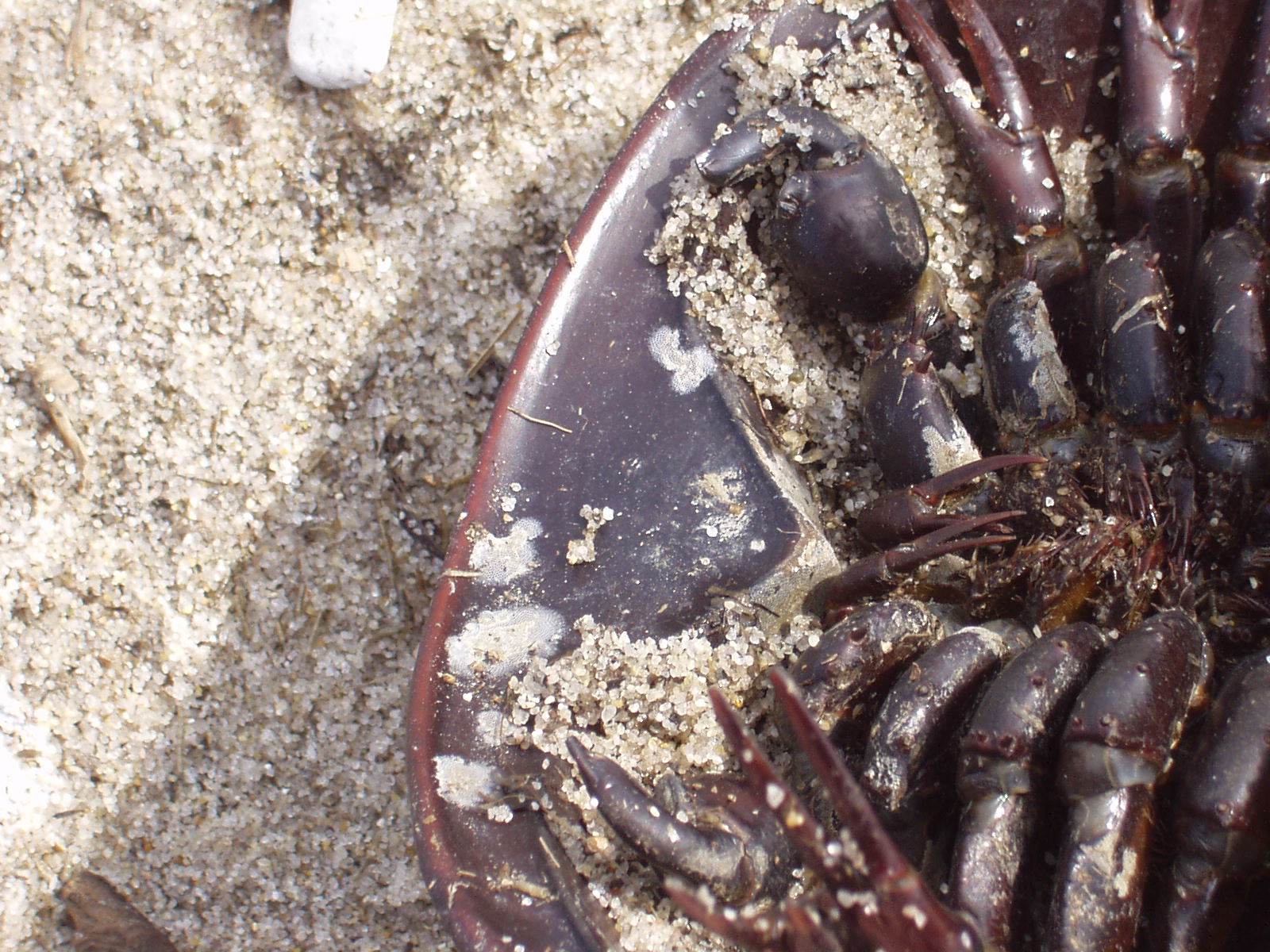
Visione ventrale di un maschio, che mostra i pedipalpi modificati per aggrapparsi alla femmina

Il corpo dei limuli si suddivide in tre parti: la porzione della testa (prosoma o cefalotorace), dalla forma caratteristica a ferro di cavallo, contenente gli occhi, il cervello, il cuore, la bocca, i cheliceri e le zampe locomotrici, la porzione centrale (opistosoma o addome) presentante delle spine laterali, che racchiude le cinque paia di branchie a libro e l'opercolo genitale, e la porzione del telson, ovvero la lunga coda rigida. Il colore del carapace va dal grigio verdastro al marrone scuro, e le dimensioni dell'adulto possono arrivare sino a 60 cm.
Il limulo è dotato di 6 paia di appendici, di cui le prime due, più piccole e a forma di artiglio, sono dette  cheliceri. Il secondo paio di appendici prende il nome di pedipalpi, e nei maschi è modificato in modo da terminare in un artiglio che consente loro di aggrapparsi alle femmine durante l'accoppiamento. Le tre paia di zampe ambulacrali terminano in chele e vengono usate per spezzettare il cibo e portarlo alla bocca, situata al centro del cefalotorace e priva di mandibole, mentre l'ultimo paia di zampe motorie ha dimensioni maggiori, ed è adattato per consentire la locomozione sul terreno sabbioso delle spiagge con degli speroni tarsali che si aprono ad ombrello e vengono utilizzati anche per scavare nel fango. Proprio al centro dell'addome si notano i chilari, appendici piccole ed inarticolate che corrispondono alle chele presenti sulle tre paia di zampe.
All'attaccatura di ciascuna delle zampe dell'ultimo paio è presente il flabellum, un organo a spatola che saggia la composizione dell'acqua che filtra attraverso le branchie.
Delle sei paia di branchie a libro, il primo paio, detto opercolo, è di dimensioni maggiori, contiene l'apertura dei pori genitali e funge da copertura per le altre cinque paia di organi respiratori. Oltre che per l'assorbimento dell'ossigeno dall'acqua, le appendici branchiali sono utilizzate anche per nuotare, e portano dei chemiosensori sensibili alle caratteristiche dell'acqua. Il limulo è in grado di respirare anche sulla terraferma per un breve periodo di tempo, finché le branchie rimangono umide.
La coda, lunga e rigida, serve al limulo per potersi rigirare in caso di capovolgimento, ed è dotata di fotorecettori che intervengono nella regolazione del ritmo circadiano.
I maschi dei limuli si differenziano dalle femmine per la loro dimensione, inferiore del 20%, ed i loro pedipalpi modificati per consentire loro di tenersi aggrappati alle compagne durante l'accoppiamento per fecondare le uova. Inoltre, la parte anteriore del carapace è più larga nelle femmine che nei maschi.

### Riproduzione
La riproduzione dei limuli avviene in primavera, in coincidenza di maree particolarmente alte durante i pleniluni. Le femmine producono fra le 15 000 e le 64 000 uova, a seconda della loro taglia, prima dell'accoppiamento, conservandole in masse dense nella parte anteriore del carapace, e le depongono in 4-5 buche profonde 15–20 cm scavate nella sabbia durante ogni marea. Ogni covata contiene circa 4 000 uova, e una femmina ne depone circa 20 in un anno durante il corso di più maree.

### Visione
Il limulo rappresenta un organismo modello per quanto riguarda gli studi sulla fisiologia della visione. Il suo apparato visivo è costituito da due occhi laterali composti situati in cima al carapace e 5 occhi semplici sensibili alla luce di cui due mediani, uno endoparietale e due laterali rudimentali. Gli occhi composti rappresentano un'eccezione fra i chelicerati, poiché nessun'altra specie appartenente allo stesso subphylum ne possiede, e vengono utilizzati principalmente per la localizzazione del partner. Gli occhi mediani sono sensibili alla luce ultravioletta, oltre a quella visibile, e insieme agli occhi laterali rudimentali variano la propria sensibilità in base a segnali inviati dal cervello in relazione a un orologio interno. Di notte la capacità visiva del limulo arriva ad amplificarsi di un milione di volte. Una serie di fotorecettori presenti sulla parte superiore e sui lati del telson inviano segnali di sincronizzazione al cervello con i cicli di luce e buio, rafforzati da segnali addizionali provenienti dai piccoli occhi mediani che aumentano il grado di adattamento all'oscurità in relazione all'intensità di luce ultravioletta. Sul ventre del limulo, inoltre, sono presenti due occhi, localizzati vicino alla bocca, che favoriscono l'orientamento durante il nuoto.
Nei due occhi composti, ciascun ommatidio è collegato ad una singola fibra nervosa, molto grande, e ciò ha consentito lo studio a livello cellulare della risposta nervosa alla stimolazione. Questi studi, condotti sui limuli sin dagli anni venti del ventesimo secolo, hanno permesso l'individuazione dei meccanismi di funzionamento di fenomeni visivi come l'inibizione laterale, ovvero la capacità di distinguere linee, forme e contorni degli oggetti.

## Utilizzo nella ricerca medica
Il sistema immunitario del limulo, per quanto semplice e primitivo, è in grado di riconoscere efficacemente i lipopolisaccaridi presenti sulla parete dei batteri Gram negativi ed eliminare questi ultimi racchiudendoli in un coagulo. Questa capacità ha portato allo sviluppo del test in vitro LAL (saggio del lisato di amebociti di limulus) o più semplicemente limulus test, usato comunemente per l'individuazione di endotossine batteriche nelle materie prime industriali e nell'acqua, così come in farmacologia e per l'individuazione di alcune malattie batteriche. Il sangue, materia prima del test, viene estratto dai limuli senza provocarne la morte, rigettando in mare gli esemplari al termine del salasso. Dal sangue si ottiene poi un lisato di amebociti (uniche cellule in circolo nel Limulus) che contiene gli enzimi che permettono la gelificazione in presenza del lipopolisaccaride batterico (LPS).
Il sangue dei limuli è quasi incolore, ma a contatto con l'aria assume una colorazione azzurra dovuta all'ossidazione dell'emocianina, un pigmento respiratorio contenente rame, che ha le stesse funzioni di trasporto di ossigeno dell'emoglobina. Diversi peptidi isolati da emociti di limulo si sono dimostrati, in test in vitro, in grado di inibire la proliferazione del virus dell'HIV.